# Асахан (округ)
Асахан (индон. Asahan) — округ в провинции Северная Суматра. Административный центр — город Кисаран.

## История
До колонизации Индонезии европейцами эти земли входили в состав султаната Асахан.

## Население
По состоянию на 2007 год на территории округа проживало 1 038 554 человек.

## Административное деление
Округ Асахан делится на следующие районы:
- Аэк-Куасан
- Аэк-Ледонг
- Аэк-Сонгсонган
- Аир-Бату
- Аир-Джоман
- Бандар-Пасир-Мандоге
- Бандар-Пулау
- Бунту-Пане
- Кота-Кисаран-Барат
- Кота-Кисаран-Тимур
- Меранти
- Пулау-Ракьят
- Пуло-Бандринг
- Рахунинг
- Раванг-Панча-Арга
- Сей-Дадап
- Сей-Кепаянг
- Сей-Кепаянг-Барат
- Сей-Кепаянг-Тимур
- Сетиа-Джанджи
- Силау-Лаут
- Симпанг-Эмпат
- Танджунг-Балай
- Телук-Далам
- Тингги-Раджа